# موريس غران
موريس غران (بالإنجليزية: Maurice Gran)‏ هو كاتب سيناريو بريطاني، ولد في 26 أكتوبر 1949 في لندن في المملكة المتحدة.

## وصلات خارجية
- موريس غران على موقع IMDb (الإنجليزية)
- موريس غران على موقع قاعدة بيانات الفيلم (الإنجليزية)